# Lilla Ursen
Lilla Ursen är en sjö i Ludvika kommun i Dalarna och ingår i Norrströms huvudavrinningsområde. Sjön har en area på 0,329 kvadratkilometer och ligger 291,1 meter över havet. Sjön avvattnas av vattendraget Ursån.

## Delavrinningsområde
Lilla Ursen ingår i det delavrinningsområde (667830-143422) som SMHI kallar för Mynnar i Kolbäcksån. Medelhöjden är 337 meter över havet och ytan är 4,41 kvadratkilometer. Det finns ett avrinningsområde uppströms, och räknas det in blir den ackumulerade arean 19,98 kvadratkilometer. Ursån som avvattnar avrinningsområdet har biflödesordning 4, vilket innebär att vattnet flödar genom totalt 4 vattendrag innan det når havet efter 306 kilometer. Avrinningsområdet består mestadels av skog (72 procent). Avrinningsområdet har 0,33 kvadratkilometer vattenytor vilket ger det en sjöprocent på 7,4 procent.